# Divadelní spolek Kašpar
Divadelní spolek Kašpar je divadelní soubor, který působí v Divadle v Celetné v Praze. Šéfem divadelního souboru Kašpar je Jakub Špalek, který zastává i funkci principála Divadla v Celetné. Divadelní spolek vznikl krátce po sametové revoluci v roce 1990. Mezi zakládajícími členy byli např. Jakub Špalek, Jan Hřebejk nebo Michal Dočekal. Původní název souboru zněl „Kašpar je mrtvý“ podle názvu básně francouzského umělce Hanse Arpa. Poté byl zredukován jen na jednoslovný název Kašpar.
Od roku 1990 uvedl Kašpar přes 80 premiér. Pracují zde tři kmenoví režiséři (Jakub Špalek, Filip Nuckolls a Alexandr Minajev) a zhruba 30 herců. Ročně Kašpar odehraje okolo 350 představení, nazkouší 3 až 4 premiéry.
Dramaturgie: Kašpar se pokouší o živé podoby klasiky (Richard III., Hamlet), je úspěšný při vlastních dramatizacích (Růže pro Algernon, Claudius a Gertruda) i uvádění her současných autorů (Černé mléko, Don Juan v Soho, Kodaň, Helverova noc). Repertoár tvoří i malá noční představení a pohádky pro děti. Specialitou Kašparu jsou májové, vánoční a v poslední době i letní speciály. Vedle zájezdů po celé republice pořádá Kašpar přehlídky typu "Kašparův jihočeský výlet" a "Kašparův ostravský týden". Má i svou letní scénu – hrad Kašperk, kde probíhají představení v době prázdnin, a nově také vodní tvrz ve Vlksicích.
V souvislosti se změnou rozpočtových pravidel města Prahy na kulturu v roce 2008 spolek oznámil pravděpodobné ukončení činnosti v druhé polovině téhož roku. Spolek se aktivně účastnil akcí spojených s peticí Za Prahu kulturní, požadující mj. odvolání původce změn grantového systému, Ing. Milana Richtera. Nakonec však Kašpar přežil všechny grantové peripetie a dál funguje jako nezávislá divadelní scéna.